# Saccharobacter
Genre
Saccharobacter est un genre de bacilles Gram négatifs (BGN) de la famille des Enterobacteriaceae. Son nom, composé du grec sakchar (σάκχαρ,-αρος : sucre) et du néolatin bacter (bacille), signifie littéralement « bacille à sucre ». Il fait référence à l'aptitude de ces bactéries à fermenter le glucose en éthanol.
En 2022 c'est un genre monospécifique, l'unique espèce connue Saccharobacter fermentatus Yaping et al. 1990 étant également l'espèce type du genre.

## Taxonomie
Ce genre est créé en 1990 pour recevoir une espèce bactérienne isolée d'un jus d'agave.
Jusqu'en 2016 ce genre était rattaché par des critères phénotypiques à la famille des Enterobacteriaceae. Malgré la refonte de l'ordre des Enterobacterales par Adeolu et al. en 2016 à l'aide des techniques de phylogénétique moléculaire, Saccharobacter reste dans la famille des Enterobacteriaceae dont le périmètre redéfini compte néanmoins beaucoup moins de genres qu'auparavant.